# Arnaud Vincent

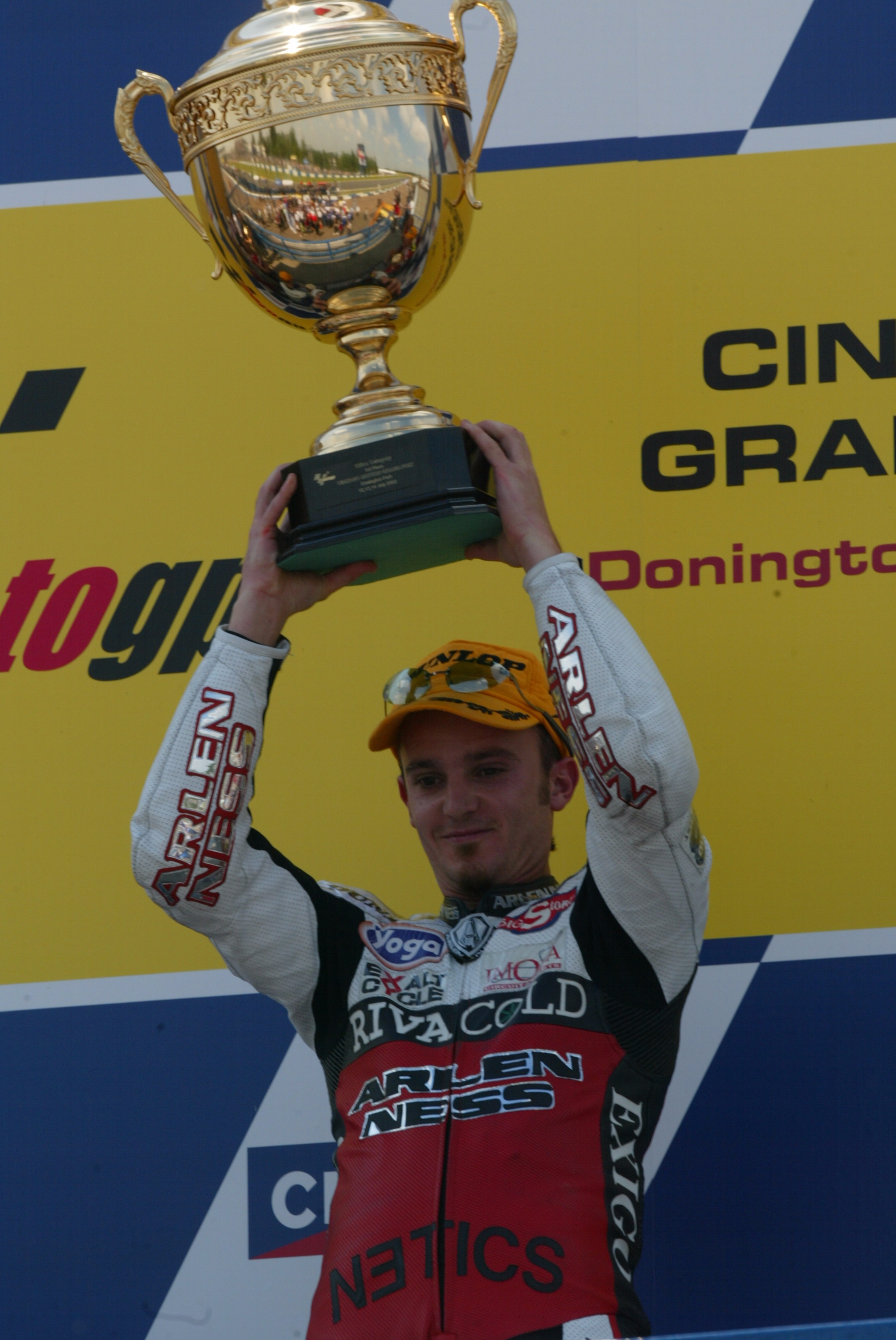

Arnaud Vincent (Nancy, 30 november 1974) is een Frans motorcoureur.
Tussen 1997 en 2006 reed Vincent in het wereldkampioenschap wegrace. In 2002 werd hij op Aprilia wereldkampioen in de 125cc-klasse. In 2007 was het plan om over te stappen naar het wereldkampioenschap Supersport, maar omdat het budget niet rond kwam nam hij slechts deel aan de race in Donington. Een jaar later nam Vincent deel aan vier races in de supersport-klasse.